# Taxandria angustifolia
Taxandria angustifolia är en myrtenväxtart som först beskrevs av Johannes Conrad Schauer, och fick sitt nu gällande namn av Judith Roderick Wheeler och Neville Graeme Marchant. Taxandria angustifolia ingår i släktet Taxandria och familjen myrtenväxter. Inga underarter finns listade i Catalogue of Life.